# Magelhaens (cráter)

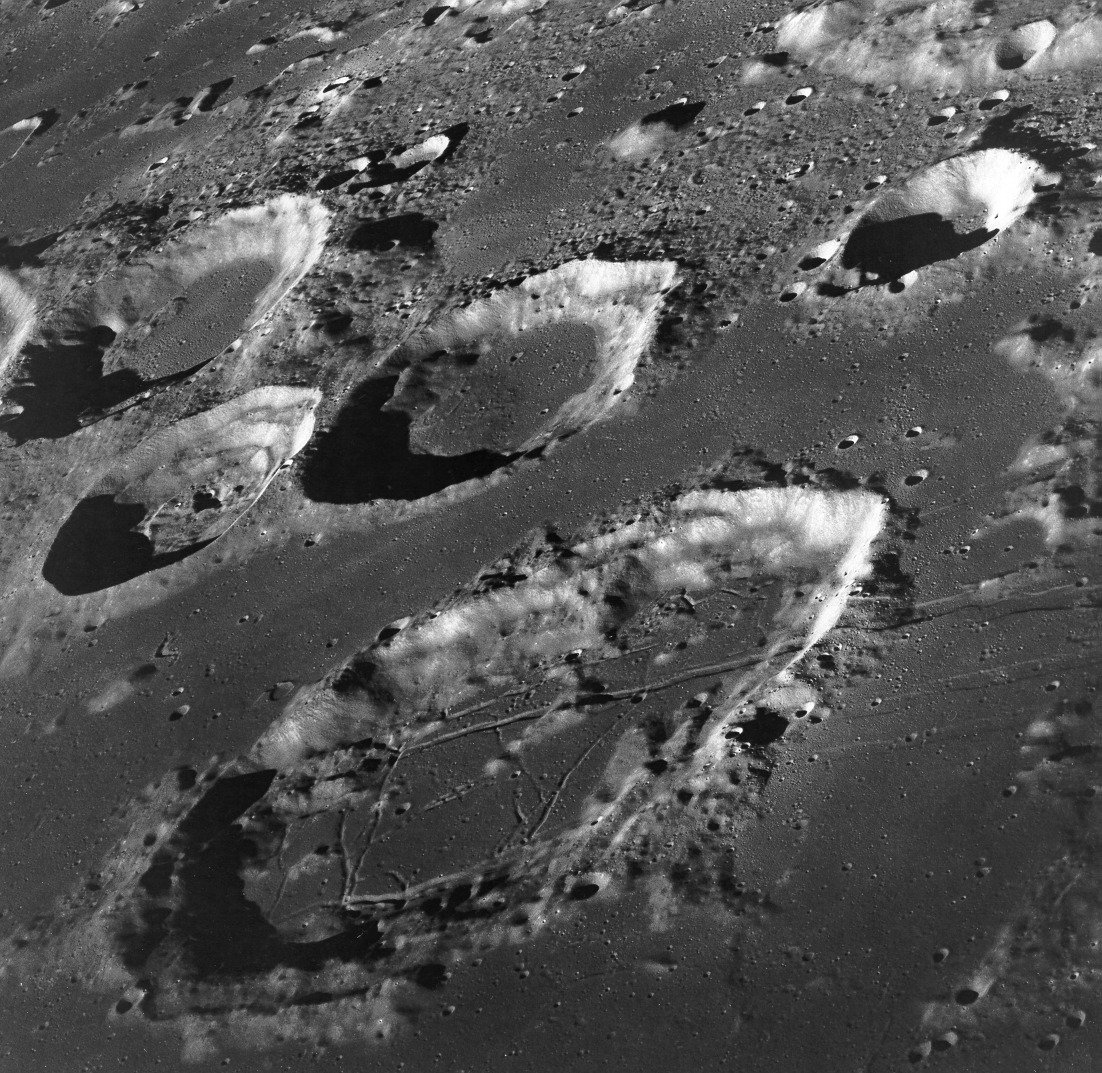
Magelhaens aparece justo sobre el centro de esta imagen tomada por la tripulación del Apollo 8. Magelhaens A se halla a la izquierda y Goclenius en primer plano. Foto NASA.

Magelhaens es un cráter de impacto que se encuentra en el borde suroeste del Mare Fecunditatis, en la parte oriental de la cara visible de la Luna. Se encuentra al sursudoeste del cráter Goclenius, a medio camino entre Gutenberg hacia el noroeste y Colombo hacia el sureste.
|  |

Este cráter tiene un borde exterior delgado y algo desigual, aproximadamente circular. El cráter satélite ligeramente más pequeño Magelhaens A está unido al borde suroriental. Dentro de las paredes interiores de Magelhaens, el suelo interior ha resurgido por efecto de la lava basáltica, igualándose su aspecto oscuro con el del mar lunar situado al noreste. Este suelo es plano y carece de rasgos distintivos.

## Cráteres satélite
Por convención estos elementos son identificados en los mapas lunares poniendo la letra en el lado del punto medio del cráter que está más cercano a Magelhaens.
|            | \| Magelhaens \| Coordenadas \| Diámetro \| \| ---------- \| ----------------------------- \| -------- \| \| A \| 12°36′S 45°00′E / -12.6, 45.0 \| 32 km \| |          |
| Magelhaens | Coordenadas | Diámetro |
| A          | 12°36′S 45°00′E / -12.6, 45.0 | 32 km    |